# コロジオン
コロジオン（collodion）は、セルロースのグルコース単位につき、2ヶ所に硝酸エステルを持つニトロセルロース（ピロキシリンと呼ぶ）をエタノール、ジエチルエーテルの混合液に溶かしたもの。粘りけのある液体であり、傷口に塗ると耐水性の皮膜を作るため、水絆創膏として知られている。名称はギリシャ語の「Kollodes（にかわ状の）」に由来する。

## 写真湿板
写真湿板（またはコロジオン湿板写真法）とは、コロジオンを用いた写真方式である。ガラス板の上にコロジオン（感光剤の定着材として）と硝酸銀溶液（感光剤として）を塗布し、それが乾かないうちに撮影を行う。この写真法が開発されるまでは既存の写真法で10秒から1分くらいの露光が必要であったが、この写真法では5秒から15秒の露光で撮影が可能となった。